# Гамбийско-германские отношения
Гамбийско-германские отношения — двусторонние дипломатические отношения между Гамбией и Германией. Отношения были установлены 26 апреля 1965 года.

## История отношений
ФРГ признала независимость Гамбии от Британской империи 26 апреля 1965, тогда между странами были установлены дипломатические отношения (ГДР установила дипломатические отношения с Гамбией 15 января 1973 года).
То, что когда-то было относительно близкими отношениями, постепенно охлаждалось с 1994 по 2016 год под авторитарным режимом президента Яйя Джамме. После его поражения на выборах в декабре 2016 года и последующего возвращения к демократии под руководством новоизбранного президента Гамбии Адамы Бэрроу отношения между двумя странами снова обострились. Германия открыла посольство в Банжуле, столице Гамбии, в мае 2023 года.
Президент Германии Франк-Вальтер Штайнмайер посетил Гамбию 13-14 апреля 2017 года. Это был первый визит главы европейского государства с момента обретения страной независимости. Интерес немецкого бизнеса к Гамбии также возрастает. Особенно немецкие туристические компании начинают расширять свои возможности в свете растущего числа туристов.

## Торговля

### Экспорт Гамбии в Германию
В 2021 году Гамбия экспортировала в Германию 683 тысячи долларов. Основные продукты экспорта в Германию: шлак, не содержащий железа и стали, зола и остатки (327 тысяч долларов), золото (120 тысяч долларов) и интегральные схемы (120 тысяч долларов). За последние 26 лет экспорт Гамбии в Германию снизился в годовом исчислении на 2,82%, с $1,44 млн в 1995 году до $683 тыс. в 2021 году.

### Экспорт Германии в Гамбию
В 2021 году Германия экспортировала в Гамбию 21,1 миллиона долларов. Основные товары экспорта в Гамбию: автомобили (5,1 миллиона долларов), средства для бритья (1,84 миллиона долларов) и грузовые автомобили (1,48 миллиона долларов). За последние 26 лет экспорт Германии в Гамбию увеличился в годовом исчислении на 2,53%, с $11 млн в 1995 году до $21,1 млн в 2021 году.

## Дипломатические миссии
- У Германии есть посольство в Банжуле[6]
- У Гамбии есть почётные консульства в Берлине[7], Кёльне[8] и Штутгарте[9]